# Julius von Blaas
Pour les articles homonymes, voir von Blaas.
Julius von Blaas (né le 22 août 1845 à Albano Laziale, dans la province de Rome, et mort le 1er août 1922 à Bad Hall) est un peintre italien, né de parents autrichiens, qui a été actif à la fin du XIXe et au début du XXe siècle.

## Biographie
Julius von Blaas est le  frère de Eugen et  deuxième fils de Karl. Il a étudié auprès de son père et se consacra principalement à des sujets équestres. Il se rendit à Rome où il réalisa des scènes de paysages.
Julius von Blaas a été beaucoup employé par les juridictions autrichiennes en tant que portraitiste et est devenu professeur à l'Académie de Vienne.
Son fils Carl Theodor von Blaas est également peintre ainsi que sa bru, qui signe ses œuvres sous le nom d'Helen von Blaas et qui s'est spécialisée dans la représentation des fleurs.

## Œuvres
- Marché en Haute-Hongrie (1885).
- Salon du cheval à Bischofshofen (1888).
- Pferdemarkt, le marché aux chevaux (1889 et 1892).
- Promenade à cheval de  François-Joseph et Sisi (1900).
- Travail du matin dans le manège d'hiver (1890)

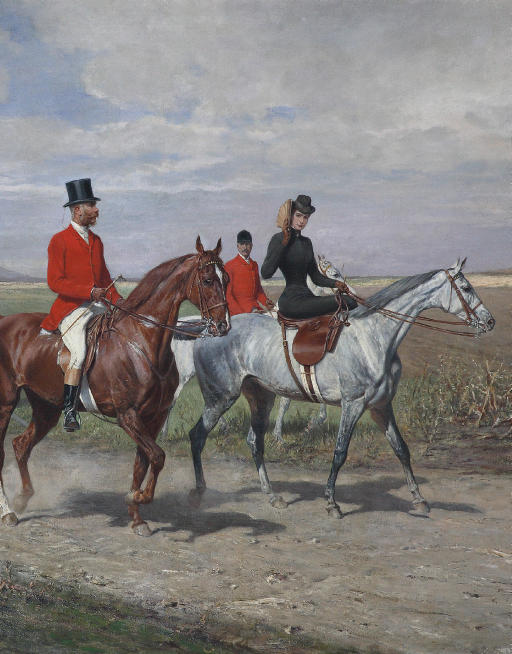
Portrait équestre de l'empereur  François-Joseph Ier d'Autriche
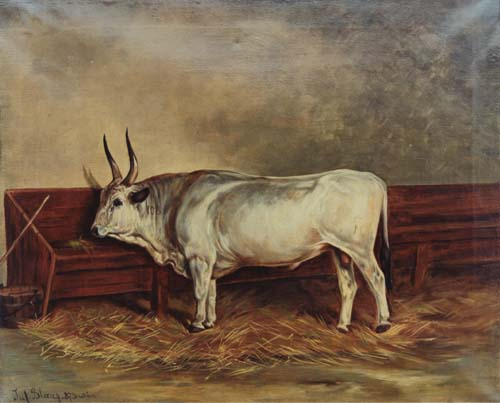
Taureau debout dans l'étable (1873).
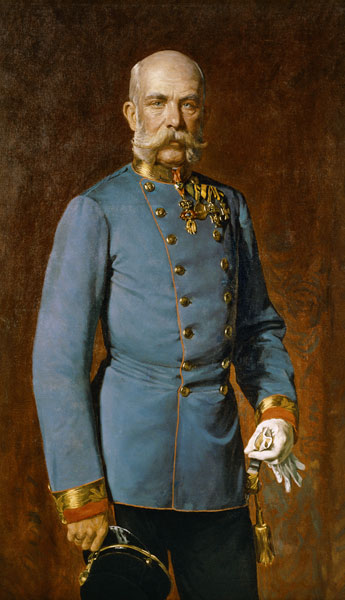
Portrait de l'empereur François-Joseph en uniforme